# Berenice Troglodytica
Berenice Troglodytica, även känd som Baranis, var en antik hamnstad vid Egyptens sydöstra kust vid Röda havet. Den anlades av Ptolemaios II Filadelfos och fick sitt namn efter Berenike I. Det spelade en viktig roll för handeln mellan Egypten, arabiska halvön, Indien och Sri Lanka. Staden övergavs under 500-talet e.Kr. 